# Qana
Qana, Canà o Canaa (en àrab قـانـا) és una ciutat situada a 10 km al sud de Tir (Líban) i a 12 km de la frontera nord d'Israel. Té una població aproximada de 10.000 habitants, majoritàriament musulmans xiïtes, amb una reduïda comunitat cristiana.
Segons una molt dubtosa tradició generada el 1994 per un polític xiïta libanès, correspon a la població bíblica de Canà on Jesús va realitzar el seu primer miracle, el de la conversió de l'aigua en vi.
Aquesta ciutat va ser objecte d'una acció militar durant el conflicte araboisraelià, en el qual la Força Aèria Israeliana hi va bombardejar un edifici de refugiats on deien que hi havia amagat un arsenal de Hezbol·là, que va causar la mort de 102 persones, la majoria de les quals eren infants i vells.